# (2886) Tinkaping
(2886) Tinkaping es un asteroide perteneciente al cinturón de asteroides, descubierto el 20 de diciembre de 1965 por el equipo del Observatorio de la Montaña Púrpura desde el Observatorio de la Montaña Púrpura, Nankín (China).

## Designación y nombre
Designado provisionalmente como 1965 YG. Fue nombrado Tinkaping en honor a "Tin Ka Ping" empresario y mecenas japonés que hizo una gran contribución para la salud y la educación.